# NGC 5355
NGC 5355 (другие обозначения — UGC 8819, MCG 7-29-12, ZWG 219.20, HCG 68D, PGC 49380) — линзообразная галактика (S0) в созвездии Гончие Псы.
Этот объект входит в число перечисленных в оригинальной редакции «Нового общего каталога».